# 3019 Кулін
3019 Кулін (3019 Kulin) — астероїд головного поясу, відкритий 7 січня 1940 року.
Тіссеранів параметр щодо Юпітера — 3,295.